# ДЦ-60

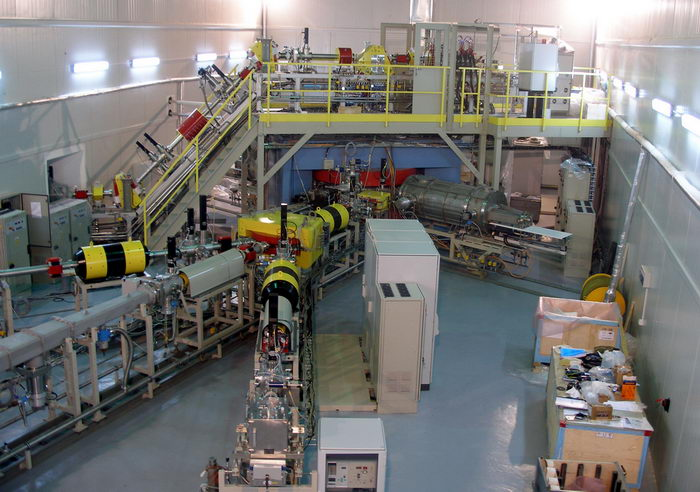
Защищённый зал ускорительного комплекса.

ДЦ-60 — это ускоритель тяжелых ионов (изохронный циклотрон), построенный в 2006 году в городе Астана — столице Республики Казахстан, в Астанинском филиале Института ядерной физики Министерства энергетики Республики Казахстан, являющийся базовой установкой Междисциплинарного научно-исследовательского комплекса, имеющего помимо этого физические лаборатории с современным научным оборудованием. Проект циклотрона был разработан в Объединённом институте ядерных исследований, в Дубне.
Состав ускорительного комплекса ДЦ60: изохронный циклотрон, источник многозарядных тяжелых ионов типа ЭЦР, система аксиальной инжекции потока ионов, канал потока ионов низкой энергии (из ЭЦР-источника до 25 кэВ/заряд), три канала потоков ускоренных ионов высокой энергии, научное и технологическое оборудование.
Основные параметры потока ускоренных ионов: Тип ускоряемых ионов — от Li до Xe, с отношением массы к заряду (A/Z) от 6 до 12, энергия ускоренных ионов — от 0,4 до 1,75 МэВ/нуклон.
Основные направления научных исследований: создание нано- и микроструктур, модификация полимеров, модификация свойств металлов и полупроводников, исследование реакций передачи и радиационного захвата для астрофизических и термоядерных приложений, ионная имплантация, подготовка кадров высококвалифицированных специалистов в области использования атомной энергии.

## Примечание
1. ↑  Филиалы и Экспедиции. Институт Ядерной Физики. Дата обращения: 29 октября 2019. Архивировано 28 октября 2019 года.
2. ↑  DC-60. Дата обращения: 29 октября 2019. Архивировано 29 октября 2019 года.